# Norgesmesterskapet 1935
La Norgesmesterskapet 1935 di calcio fu la 34ª edizione del torneo. La squadra vincitrice fu il Fredrikstad, che vinse la finale contro il Sarpsborg con il punteggio di 4-0.

## Terzo turno
| Squadra 1   | Risultato | Squadra 2     |
| ----------- | --------- | ------------- |
| Aalesund    | 5 – 1     | Gjøvik-Lyn    |
| Borg        | 3 - 5     | Sarpsborg     |
| Brodd       | 0 - 4     | Viking        |
| Drammens    | 3 – 1     | Ørn           |
| Falk        | 1 - 2     | Vålerengen    |
| Freidig     | 1 - 2     | Fram Larvik   |
| Fredrikstad | 9 – 0     | Rollon        |
| Moss        | 4 – 1     | Fremad        |
| Selbak      | 3 – 1     | Frigg         |
| Hardy       | 1 – 0     | Tønsberg Turn |
| Jarl        | 1 - 2     | Stavanger     |
| Kvik Halden | 1 - 4     | Odd           |
| Larvik Turn | 2 - 4     | Lisleby       |
| Raufoss     | 3 – 0     | Liv           |
| Lyn Oslo    | 4 – 0     | Pors          |
| Ranheim     | 2 - 3     | Neset         |

## Quarto turno
| Squadra 1   | Risultato   | Squadra 2   |
| ----------- | ----------- | ----------- |
| Lisleby     | 5 – 4       | Aalesund    |
| Neset       | 1 - 2       | Drammens    |
| Fram Larvik | 1 – 1 (dts) | Lyn Oslo    |
| Stavanger   | 0 - 7       | Fredrikstad |
| Hardy       | 3 – 1       | Moss        |
| Odd         | 4 – 2       | Selbak      |
| Sarpsborg   | 6 – 1       | Raufoss     |
| Vålerengen  | 0 - 1       | Viking      |

### Ripetizione
| Squadra 1 | Risultato | Squadra 2   |
| --------- | --------- | ----------- |
| Lyn Oslo  | 3 – 1     | Fram Larvik |

## Quarti di finale
| Squadra 1   | Risultato   | Squadra 2 |
| ----------- | ----------- | --------- |
| Drammens    | 0 - 4       | Hardy     |
| Fredrikstad | 4 – 3       | Odd       |
| Viking      | 7 – 0       | Lisleby   |
| Lyn Oslo    | 3 – 3 (dts) | Sarpsborg |

### Ripetizione
| Squadra 1 | Risultato | Squadra 2 |
| --------- | --------- | --------- |
| Sarpsborg | 4 – 1     | Lyn Oslo  |

## Semifinali
| Squadra 1 | Risultato | Squadra 2   |
| --------- | --------- | ----------- |
| Hardy     | 0 - 3     | Fredrikstad |
| Viking    | 1 - 2     | Sarpsborg   |

## Finale
| Arbitro: | Christiansen |

|                                            |           |  |
| Ileby 15’ Børresen 55’ Brynildsen 85’, 86’ | Marcatori |  |

### Formazioni
| Fredrikstad |  |                   |
|             |  |                   |
|             |  | Georg Schuster    |
|             |  | Rolf Johannessen  |
|             |  | Kjell Pettersen   |
|             |  | Gunnar Andreassen |
|             |  | Håkon Johannessen |
|             |  | Morten Pettersen  |
|             |  | Finn Johannesen   |
|             |  | Sten Moe          |
|             |  | Knut Brynildsen   |
|             |  | Arne Børresen     |
|             |  | Arne Ileby        |